# Centro Hebreo Sefardí
El Centro Hebreo Sefaradí también escrito Centro Sefaradi de Cuba es un edificio religioso judío que consiste una sinagoga ubicada en la Calle 17 esquina E. Plaza de la Revolución. La Habana, está afiliada a la Sinagoga Unida del Judaísmo Conservador. Esta presidida por la Dra. Mayra Levy, por la vicepresidenta Dra. Ester Jequín
La presencia de judíos sefardíes se remonta hasta el momento del descubrimiento de la Isla de Cuba por Cristóbal Colón ya que junto a él, desembarcaron en nuestras tierras numerosos judíos conversos, como Luis de Torres o Rodrigo de Triana, con el decursar de los años, esta presencia siempre oculta por temor a la inquisición y sus horrores, se incrementó y llegaron a ocupar importantes posiciones en el desarrollo de la colonia, más adelante en los primeros años del siglo XIX sucesivas oleadas de sefardíes provenientes de Turquía fortalecieron e incrementaron su presencia, ya en 1914 deciden agruparse de manera más oficial y establecen su primera sinagoga en la calle Inquisidor en medio de lo más antiguo de la ciudad dándole el nombre de Chevet Ahim, esta sinagoga funcionó hasta el año 1995 en que fue necesario cerrarla debido al deterioro de su estructura. El grupo de judíos sefardíes mientras tanto creció en número y mejoró su economía por lo que en 1954 compraron un terreno en una zona más moderna de la ciudad, contrataron a uno de los más destacados arquitectos de la época, Jaime Benavent quien diseñó el actual edificio que hoy ocupa el Centro Hebreo Sefaradí.
Este templo perteneciente el movimiento conservador ofrece sus servicios religiosos de Kabalat Shabat y de Shajarit.

## Centro Hebreo de Atención al Adulto Mayor "Salomón Mitrani Z' L".
En la misma edificación del Centro Sefaradí tiene lugar de lunes a jueves actividades encaminadas a la mayor socialización y calidad de vida de todos los miembros de la comunidad hebrea de Cuba mayores de 65 años que así lo deseen, entre nuestras facilidades les ofrecemos transportación, desayuno, almuerzo y merienda así como entretenimientos, actividades manuales varias, ejercicios físicos, cultura general y judaísmo, todo ello en un marco de fraternidad y amor.

## Museo Shoa

### Exposición permanente "El holocausto y el renacer de una comunidad viva"
Esta maravillosa exposición muestra mediante fotos y entrevistas, la acogida que la comunidad hebrea de Cuba dio a todos aquellos que lograron huir de la barbarie nazi. Algunos vivieron durante un tiempo entre nosotros para luego marcharse a otras tierras, otros se asentaron para siempre aprovechando la generosa acogida.  Todos ellos en sus testimonios patentizan sus recuerdos de aquella etapa de sus vidas. Todos ellos eran nuestros hermanos.
Donada gracias a la generosidad del Museo de la Memoria y la Tolerancia del sur de California, la Fundación Simón Wisenthal y la organización Jewish Connection , esta exposición puede ser visitada de lunes a viernes en el horario de 9:30 AM a 4:30 PM.